# Кармак, Адриан
Адриан Кармак (род. 5 мая 1969) — один из четырёх учредителей id Software, наряду с Томом Холлом, Джоном Ромеро и Джоном Кармаком (однофамилец). Основатели встретились во время работы на Softdisk в отделении Gamer’s Edge и позже основали id в 1991 году. Адриан Кармак в основном выступал в компании в качестве художника, в том числе работая над сериями игр Commander Keen, Wolfenstein 3D, DOOM, Hexen: Beyond Heretic, Quake, Quake II и Quake III: Arena.
Он владел 41 % id, пока не покинул компанию в 2005 году. Было заявлено, что Адриан почувствовал, будто сделал всё, что мог сделать игровой индустрии и планирует продолжить реализовывать себя в искусстве. Однако, в сентябре 2005 года Wall Street Journal сообщил, что он привлёк бывших деловых партнеров к суду, утверждая, что был фактически уволен ими в попытке заставить его продать 41 % акций компании за $11 млн. В соответствии с условиями договора он просит суд признать сделку недействительной. Предполагается, что $11 млн это лишь часть истинной стоимости его акций, которая оказалась ближе к $43 млн после того, как компания в 2004 году получила заказ от Activision на $105 млн.
Адриану Кармаку приписывается изобретения термина «gibs» — кровь и куски тела, которые летят от игрового противника, когда его атакуют с такой силой, что он разрывается, сокращение от «giblets» (потрохов).
В сентябре 2014 года было установлено, что Адриан Кармак является новым владельцем пятизвёздочного Heritage Golf & Spa Resort в Килленде, Ирландия.
В апреле 2016 года сообщалось, что Адриан Кармак с Ромеро воссоединились ради работы над новым проектом в ирландском городе Голуэй, основав компанию Night Work Games. Они работают над новой видеоигрой Blackroom, для чего запустили краудфандинг-кампанию на Kickstarter. Позднее кампания была приостановлена, чтобы позволить Кармаку и Ромеро завершить рабочую демку игры.